# Jean-Christophe Boullion
Jean-Christophe Boullion, francoski dirkač Formule 1, * 27. december 1969, Saint-Brieuc, Côtes d'Armor, Francija.

## Življenjepis
Mednarodno kariero je začel v prvenstvu Formule 3000, kjer je v sezoni 1993 zasedel osmo mesto v dirkaškem prvenstvu. V naslednji sezoni 1994 pa je s tremi zmagami in enim najhitrejšim krogom osvojil naslov prvaka s prednostjo dveh točk pred rojakom Franckom Lagorcejem. To mu je prineslo vstopnico v Formulo 1, kjer je dirkal v naslednji sezoni 1995 z dirkalnikom Sauber C14 moštva Red Bull Sauber Ford. Nastopil je na enajstih dirkah in ob štirih odstopih je dosegel dve uvrstitvi med dobitnike točk, peto mesto na dirki za Veliko nagrado Nemčije in šesto mesto na dirki za Veliko nagrado Italije. Ob tem pa je dosegel še tri uvrstitve med deseterico. Med leti 1994 in 2007 je sodeloval na dirki 24 ur Le Mansa, kjer je najboljši rezultat dosegel leta 2007, ko je skupaj z Emmanuelom Collardom in Romainom Dumasom zasedel tretje mesto.

## Popolni rezultati Formule 1
(legenda) (odebeljene dirke pomenijo najboljši štartni položaj, poševne pa najhitrejši krog, †-uvrščen kljub odstopu)
| Leto | Moštvo               | Šasija     | Motor   | 1   | 2   | 3   | 4   | 5     | 6       | 7       | 8    | 9     | 10     | 11     | 12    | 13     | 14     | 15      | 16  | 17  | Prv | Toč |
| ---- | -------------------- | ---------- | ------- | --- | --- | --- | --- | ----- | ------- | ------- | ---- | ----- | ------ | ------ | ----- | ------ | ------ | ------- | --- | --- | --- | --- |
| 1995 | Red Bull Sauber Ford | Sauber C14 | Ford V8 | BRA | ARG | SMR | ŠPA | MON 8 | KAN Ret | FRA Ret | VB 9 | NEM 5 | MAD 10 | BEL 11 | ITA 6 | POR 12 | EU Ret | PAC Ret | JAP | AVS | 16. | 3   |